# リュウトカゲ
リュウトカゲ (Naga chinensis) はリュウトカゲ科に属する架空のトカゲ。細長い体に短い四肢や長い吻と角を持つという龍のような姿と、水を好み空を飛ぶという龍のような生態から伝説の動物である龍のモデルであるとされている。日本の動物学者疋田努が書いた『龍の生態と行動』という題のパロディ論文中で述べられている。

## 論文の背景
この論文は平凡社の自然史雑誌『アニマ』1987年12月号に掲載されたが、動物学論文のパロディとして架空の動物があたかも実在するかのように書いたフィクションである。

### 『アニマ』の特集
その当時、その内容のかなりの部分が動物学で占められていた『アニマ』は年末になると翌年の干支の動物を特集するのが定例だった。アニマが干支特集を始めたのは1978年1月号であり、午年の干支にあわせて「ウマの心理」「糞で伝えあうウマの心」などウマを取り上げた記事が掲載された。その後も毎年その定例は、未年のヒツジ・ヤギ、申年のサル、酉年のニワトリ…、と続いた。
1983年の亥年からは1月号ではなく、前年度の12月号に特集が組まれるようになり、特集のタイトルも「イノシシ　’83干支の動物を知る」のように「（動物名）'(年度)干支の動物を知る」という定型が完成した。特集はその動物の生態・行動・分類など自然科学方面の記事を主としつつも文化や人間との関係などの観点からもふくみ、各界からの著者による記事が書かれた。そしていよいよこの論文が掲載された1987年末がやってくる。

### 辰年の到来
1988年は辰年である。そしてこれは例年の定型を逸脱せざるを得ない事態であった。つまり、よく知られているように龍は干支の動物の中で唯一の想像上の動物であるため、龍には毎年の特集で中心を占めていた動物学関連の記事や話題が全く存在しないのである。
辰年に干支の動物を実際に用意しなければならない場合にはタツノオトシゴで代用する例がある。また『アニマ』ではその記事において恐竜を取り上げることもしばしば行われていた。しかしこの1987年12月号において、『アニマ』は龍つながりでタツノオトシゴや恐竜を特集して事を済ませる、といった手法は採らず、タイトルを「龍　'88干支の動物を知る」として想像上の動物である「龍」をメインテーマに真正面からがっぷり四つに組んで特集した。

### 動物学
特集の記事は、例年と同じくどれもそれぞれの分野の専門家による力作がそろっていた。一つだけ例年と異なっていたのは、それらの記事のタイトル「十二支のなかの辰」「デザイン化された龍」「龍と水の祭り」や、宗教学者・民俗学者・文学博士などからなる執筆陣を見てもわかるように、これらの記事は（例年ならば添え物的に扱われてきた）人文科学系の記事ばかりであったことである。これは実在しない動物であるという前述の理由より、やむを得ない事態であったことは明白である。
しかしながら、そのような特集のなかで、たった一つ動物学者によって書かれた動物学の記事が存在した。それが特集中唯一の自然科学系記事である『龍の生態と行動』であった。筆者の疋田は龍という実在しない動物の記事を書くにあたり、自身も日高敏隆が翻訳する際に協力した『鼻行類』のやり方に倣い、実在しない動物をあたかも実在するかのように記述するという論文パロディの手法を採った。

## リュウトカゲの記載
リュウトカゲ (Naga chinensis ) は爬虫綱有鱗目リュウトカゲ科に属するトカゲの一種。中国名は巨龍蜥。これまで発見された現生種の中で最大種のトカゲであり、その外形と空を飛ぶという生態から、中国の伝説上の動物「龍」のモデルとなったと推測されている。

### 発見
ロシアの動物学者クプリャノフは1843年、中国南西部で全長7mにもなる大型のトカゲを発見しNaga chinensisと名付けた。しかし標本が本国へ移送中に紛失するというアクシデントに見舞われてしまい、クプリャノフの発見はミズオオトカゲを誤認したものであり7mという数値は誤記だろうとされた。
しかしそれから120年以上の月日を経た1967年になって貴州省爬行動物研究所の劉健文がリュウトカゲを再発見し、貴州省爬行動物研究誌二巻一号において報告された。論文中において劉はオオトカゲ科とは別にリュウトカゲ科 (Nagidae) を新設し、この動物をそこに分類した。リュウトカゲ科は1属1種の単型である。

### 分布
中国貴州省、雲貴高原の那伽族自治県にある龍清湖とその周辺の原生林でのみ確認されている。

### 解剖学的記載

#### 外形
成体の頭胴長は3-4m、尾長は頭胴長の約80%、胴部は頭胴長の約75%で比較的長い頚部を持つ。全長は最大で7mになり、それまで最大と考えられていたコモドオオトカゲの3.5mを遙かに超える最大のトカゲである。一方、コモドオオトカゲに比較すると短い四肢・細長い体型を持つ。

#### 胴部
背体側部の体鱗は大きく滑らかな円形でたがいに重なり合い、オオトカゲ類との相違点となっている。また背部中央に沿った2列の鱗には顕著なキールが発達するためたてがみ状になる点も、同様にオオトカゲ類との相違点である。腹部の鱗は背部より小さく四角形で、背部と腹部の境界には小さな粒状の鱗で覆われた皮膚のしわが位置している。

#### 頭部
吻部は細長く、前端は少し横に広がる。側頭部には張り出しがあり、オスでは後方に伸びる角状の突起がある。歯は後縁に鋸歯を持ち、口蓋歯は無い。オオトカゲ類と同じく、叉状の舌を持つ。

#### 骨格
胴部の骨格、特に肩帯と肋骨に顕著な特殊化が見られる。これは滑空に適応した結果だと考えられている。
胸骨と烏口骨は前後長が短縮され前部に押しやられている。肋骨で胸骨につながっているのは最前の2対のみで他の肋骨は開放端となっている。肋骨-椎骨間関節の可動域は大きく、肋骨を後方に回転させることにより、胴部を扁平化させ、体側のしわは引き延ばされ腹面は凹面となり、滑空のための翼面を形成することができる。
オオトカゲ類と同じく、尾椎に自切面はない。

### 生態

#### 食性
幼体は樹冠で昆虫などを食べていると考えられているが、成長するに従い魚食性となる。伸張した吻部は魚食への適応だとされている。魚以外の小動物を食べることも観察されているが、ヒトを含む大型哺乳類の捕食例は知られていない。

#### 繁殖
この動物は性的二型があり、オスは頭部に角状突起を持ち全長もメスより大きい。オス同士の闘争は水面でお互いに円を描くように泳ぎ、側頭部を相手に打ち付けることで行われる。交尾は水中で行われると推測され、観察された例はない。
繁殖形態は胎生で、メスは樹上の枝の付け根部に膜に包まれた幼体を産みつける。膜の粘着性のおかげで幼体は木から落下することはない。その後膜を破って出てきた幼体は樹冠部に登っていく。樹冠での幼体の生態は不明だが、成長するまで降りてこないのは成体による捕食を避けるためではないかと推測されている。

### 滑空
現生爬虫類で滑空を行うものにはトビトカゲ（Draco 属）とトビヘビ（Chrysopelea 属）がいるが、皮膚の張られた伸張した肋骨を翼面として使用するトビトカゲとは異なり、トビヘビは自身の胴部を平たく扁平化して翼面とする。リュウトカゲの滑空法はトビヘビと同様に扁平化した胴部を翼面とするものである。
滑空するのは小型個体・若年個体のみで、成長し全長6mを超えて大型化した個体は翼面荷重が過大にすぎるため滑空しない。
飛行の開始は樹上より行われる。頭部を上にして樹幹にとまっている個体が目的の方向に頭部を向け、空中に飛び出しながら体を真っ直ぐに伸ばすと同時に胴部を拡げて滑空する。小型個体・若年個体は飛行中に尾を用いて方向を変えることができるが、相対的に体重が大きい成体は直線的にしか滑空できない。
目的地が樹幹の場合には、尾を下ろしながら体を立て、速度を落として樹幹にとりつく。水面に着水する場合には、下ろした尾を水面に接触させ、速度が落ちたところで胴部をたたみ頭から水に潜る。

## 内容
既に述べたように、この動物が記載された文章は、自然史雑誌であるにもかかわらず実在しない動物である龍の特集を行った際に唯一の動物学記事として投稿された物である。
この論文で取られている「実在しない動物をあたかも存在するという前提で書いた上で文書内にはいっさいそれがフィクションであることを明示しない」というスタイルはゲロルフ・シュタイナー (Gerolf Steiner) の『鼻行類』と同様の物である。ただし『鼻行類』がある系統の動物における仮想上の適応放散シミュレーションとして多くの動物を取り扱っていたのに対し、ある架空の動物一種に焦点を当てているという点では、シュテフェン・ヴォアス (Steffen Woas) の『ジェットハナアルキにおける飛行の原理について』の姿勢に近い。
同じ想像上の動物であっても、四肢以外に付属肢としての翼を持つ西洋のドラゴンやペガサス、頭部が複数存在するヒドラやヤマタノオロチなどは脊椎動物の基本形から逸脱しているため、実在の生物としてその姿を描くことは難しい。それに対し東洋の龍は様々な動物の印象を取り入れたとは言え、全体としての外形はおおよそ爬虫類的であるので、我々が龍と認識している姿を実在の動物の記載文の体制に落とし込むことはそれほど困難ではない。しかし外形はともかく龍の「（翼を持たずに）空を飛ぶ」という特性をもトビヘビをモデルに実在の動物として組み込んだ点において特筆に値するものである。「トビヘビのように飛ぶ」というのは、リュウトカゲに対して龍としての印象を付与するために必要な説得力やリアリティをもたらすためのガジェットに過ぎない。まるで本当に飛びそう、という印象を与えるために必要なだけのものである。
この文章が書かれた当時はトビヘビの飛行についてもわかっていることが少なかった。千石正一はパラダイストビヘビ・ゴールデントビヘビについて、状況証拠から飛行するらしいとの推測にとどめており、実際に飛行するとの明言は避けている。しかしながらその後、屋外に設置した実験場でヘビを実際に滑空させ、それを撮影した動画を解析することにより、トビヘビの飛行については多くのことが判明している。たとえば飛行姿勢について、かつては体を扁平化した後逆さにした雨樋がそのまま空中を進むようなかたちで滑空すると考えられており、疋田もこの文章中でまさにそのような記述をしていた。しかし実際の飛行の観察から判明したことは、トビヘビは滑空中に頭部から尾部に向かって振幅が大きく波長が短い波を送り出す蛇行をしながら滑空しているという事実である。この蛇行の振幅の大きさが滑空能力に大きく寄与していると考えられている。
航空機・動物に限らず物体が空中を飛行する際には、自身にかかる重力と釣り合うだけの揚力を発生させているが、原理的に揚力が発生する際に必然的に発生する抗力が存在し、それを誘導抵抗と呼ぶ。誘導抵抗係数はアスペクト比に反比例するため、アスペクト比が大きいほど誘導抵抗係数は小さくなる。この観点から見ると、トビヘビが飛行中に蛇行しているのは非常に理にかなっている。かつて考えられていたように、ふせた雨樋のような形状で滑空するならば、滑空に適したとはとても言えないアスペクト比が非常に小さい翼面型となっていた。しかし実際には前述のように振幅が大きく波長の短い蛇行をしているため、各瞬間における翼面型のアスペクト比はかなり大きなものになる。Socha(2011) によればこの際のアスペクト比は両端湾曲部を入れると11-13、湾曲部を除いても8-10であり、よく知られた滑空動物であるムササビのアスペクト比（成体で1.76）や、真の飛行動物であるコウモリのアスペクト比（成体で5.00、7.42）よりも大きい。
さらに、トビヘビは体を扁平化させた際にはおおよそ底面が広い二等辺三角形状の体断面になるが、これは上面が盛り上がり下面が平坦または窪んでいるというおおよその翼型と見なすことができる。そのため、蛇行によって体幹に対して横から気流が来ることはその体を少し厚めの翼型と見なした場合の揚力を期待でき、模型やモデルを用いた研究が行われている。
また、蛇行によりほぼ同じ大きさの翼が前後に並ぶというタンデム翼機のような形状は、後翼が前翼に対して特定の位置にくることで通常より大きな揚抗比を得られる可能性がモデル実験の結果から示唆されている。
滑空する動物にとっては「あまり速く飛ばなくても滑空できる」というのは滑空能力の高さを示すが、揚力（これは重力に等しくなる）は (翼面積)×(速度)2 に比例するため、最小可能速度は (重力/翼面積)1/2 に比例する。(重力/翼面積) は「翼面荷重」と呼ばれる値なので、翼面荷重が小さいほど滑空しやすいということになる。滑空することが確認されているトビヘビ属のうち、華奢なパラダイストビヘビの方が太めの体を持つゴールデントビヘビよりも上手に滑空することもわかっており、これは後者の方がより大きい翼面荷重を持つためだと推測されている。

### 結末
論文が発表された後に生息地である龍清湖が山津波のため消滅して絶滅してしまう、という結末は核実験によってハイアイアイ群島が消滅した鼻行類の場合と同様である。文化大革命の混乱期に研究所が閉鎖され、残された貴重な標本が漢方薬の材料とされて無くなってしまうというある種のエスニックジョークでもあるオチは、井尻正二も1980年に北京原人の骨の行方として同様のオチを用いているが、このジョークが当時の学会で流行っていたものなのか、それとも（確かに誰でも思いつきそうなことではあるので）独自に思いつかれたことであるのかは明確ではない。

## その後の干支特集
その後も『アニマ』の干支特集は続いたのだが、結局1991年12月号の「サル　’92干支の動物を知る」が最後となり、『アニマ』自体が1993年4月号をもって休刊となったため、もう一度辰年が回ってきたときに編集部がどうしたのであろうかは遂にわからないままとなった。
また、筆者の疋田は二回り後の辰年である2012年に、再びその年の干支である龍を生物学的観点から扱った講演を行っている。このときの内容は青木良輔が提唱している「龍は中国において歴史時代にまで生き残っていたマチカネワニのことであり、それがその後伝説の動物となったものである」という説を一般向けに紹介したもので、これはもちろん実在の研究である。

## 類例
このリュウトカゲを紹介した『龍の生態と行動』という文を書いた疋田は『鼻行類』の翻訳の際に日高に協力している。この文章のような、パロディやジョークであることを明らかにせず書き進めるスタイルは『鼻行類』がその始まりである。
この文章と同様に『鼻行類』のスタイルを踏襲しているものとしては、ドイツのシュテフェン・ヴォアスによるジェットハナアルキに関する論文『ジェットハナアルキ Aurivolans propulsator PILOTOVA （哺乳綱，鼻行目）における飛行の原理について』【原題：Grundsaetzliche Bemerkungen zum Flugvermoegen von Aurivolans propulsator Pilotova (Mammalia, Rhinogradentia) 】がある。これは『鼻行類』の初期の和訳書（思索社・博品社）では補遺として掲載されていたが、本来は『鼻行類』とは別の文章である。